# Neptis deliquata
Neptis deliquata är en fjärilsart som beskrevs av Adalbert Seitz 1908. Neptis deliquata ingår i släktet Neptis och familjen praktfjärilar. Inga underarter finns listade i Catalogue of Life.